# Карл Шредер
Карл Шредер (англ. Karl Schroeder, [ˈʃreɪdər]; нар. 4 вересня 1962) — канадський письменник-фантаст та професійний футуролог. У глибоко філософських романах автор розмірковує про далеке майбутнє на такі теми, як нанотехнології, тераформування, доповнена реальність та міжзоряні подорожі. Останнім часом також зосереджується на темах найближчого майбутнього. У кількох оповіданнях фігурує персонаж Геннадій Малянов.

## Життєпис
Карл Шредер народився 1962 року в родині менонітів у Брендоні Манітоба в Канаді. У 1986 році він переїхав до Торонто, де зараз проживає з дружиною Дженіс Бейтель і донькою. Опублікувавши десяток оповідань, Шредер опублікував свій перший роман «Вентус» у 2000 році. Приквел Ventus, Lady of Mazes, був опублікований у 2005 році. Він опублікував ще сім романів і є співавтором (разом з Корі Докторовим) книги The Complete Idiot's Guide to Publishing Science Fiction . Зараз Шредер пише, консультує в галузі досліджень майбутнього.
У жовтні 2011 року Карл Шредер отримав освітній ступінь магістра дизайну зі стратегічного передбачення та інновацій в Університеті OCAD в Торонто, Онтаріо, Канада.

## Нагороди
- 1982 рік. Нагорода «Пірська весна» в номінації «Найкраще оповідання» за «Великого хробака».
- 1989 рік. Переможець конкурсу фантастики Context '89 для The Cold Convergence.
- 1993 рік. Премія «Аврора» у номінації «Найкращий короткий твір англійською мовою» за сценарій для фільму «Іграшковий завод».
- 2001 рік. New York Times. Найвідоміша книга Вентус.
- 2003 рік. Премія «Аврора» у номінації «Найкращий канадський науково-фантастичний роман» за «Постійність».
- 2006/2007: «Сонце сонць» : найкраща книга Кіркуса 2006 року, фіналіст «Аврори» 2007 року[9], номінація на премію Меморіалу Джона В. Кемпбелла 2007 року[9].
- 2012 рік. Нагорода Audie Award за найкращий оригінальний твір для METAtropolis: Cascadia, антології аудіокниг, до якої Шредер вніс оповідання Deodand .

## Вибрана бібліографія

### Окремі твори
- Ефект Клауса (з Девідом Ніклем). (Tesseract Books, 1997)ISBN 978-1-895836-35-6
- Постійність (Tor Books, 2002.)ISBN 0-7653-0371-X
- Криза в Зефрі (Директорат земельних стратегічних концепцій, Національна оборона Канади; 2005 р.)ISBN 978-0-662-40643-3
- Lockstep (Tor Books, 2014.)ISBN 978-0-7653-3726-9

### Вентус
- Ventus (Tor Books, 2000)ISBN 978-0-312-87197-0
- Леді лабіринтів (приквел до Ventus) (Tor Books, 2005)ISBN 978-0-7653-5078-7

### Вірга
- Сонце сонць (Tor Books, 2006.)ISBN 978-0765354532
- Queen of Candesce (Tor Books, 2007.)ISBN 978-0765315441
- Pirate Sun (Tor Books, 2008.)ISBN 978-0765315458
- Безсонні країни (Tor Books, 2009.)ISBN 978-0765320766
- Ashes of Candesce (Tor Books, 2012.)ISBN 978-0765324924